# Chiesa di San Pietro a Varlungo

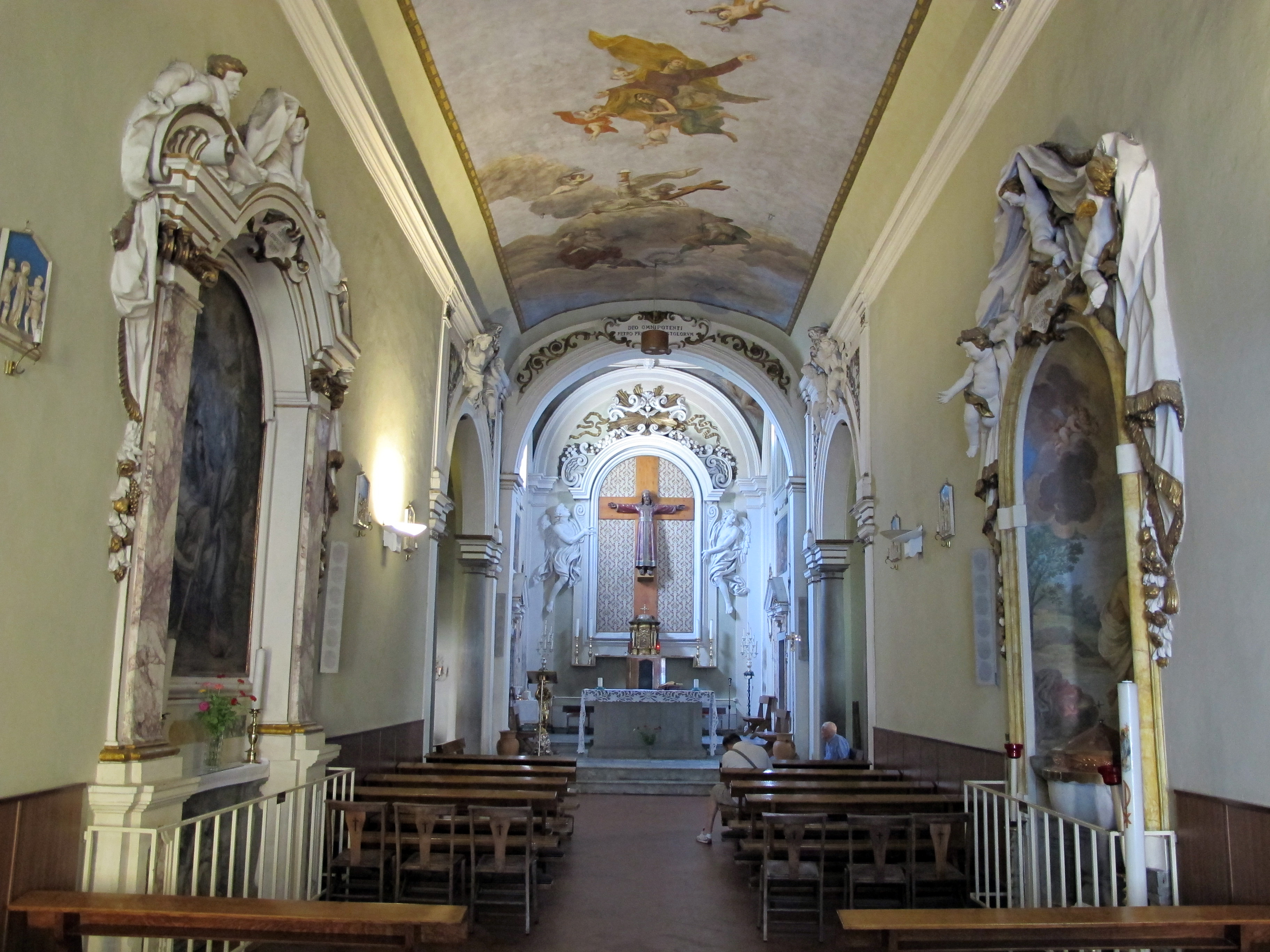
Interno

La chiesa di San Pietro a Varlungo è un luogo di culto cattolico che si trova in via di Varlungo a Firenze.

## Storia
Documentata sin dal 1107, pare risalire a prima del Mille. Nel '400 fu di patronato dei Bonciani, alla fine del Seicento subì una radicale ristrutturazione e nella seconda metà dell'Ottocento venne eretto il campanile e fu eliminato il portico antistante.
Durante la seconda guerra mondiale e l'occupazione tedesca, la chiesa di San Pietro a Varlungo fu una delle principali centrali di soccorso degli ebrei perseguitati a Firenze nel periodo dell'Olocausto. Il parroco e il vice-parroco dell'epoca, don Leto Casini e don Giovanni Simioni, sono riconosciuti tra i giusti tra le nazioni a Yad Vashem. Un monumento e una via intitolata a don Casini ne ricordano oggi l'eroica azione a Varlungo.
Il nome di Varlungo ha suscitato facezie, come la celebre novella del Decameron.

## Descrizione
L'interno, ad unica navata con volta a botte, transetto ed abside, presenta rifacimenti barocchi e dipinti murali fra i quali si trova inoltre un affresco di Alessandro Gherardini (1699), il Transito di san Giuseppe ed il coevo Battesimo di Cristo di Onorio Marinari; nel soffitto un affresco della scuola di Baldassarre Franceschini, detto Volterrano, rappresentante San Pietro in gloria, con la Fede, la Speranza e la Carità. Interessante è il ciborio in pietra serena, scolpito nel XV secolo;
Nel transetto vi è la tavola duecentesca del cosiddetto Maestro di Varlungo con la Madonna e il Bambino. Nell'oratorio della Compagnia è venerato un Crocifisso ligneo ritenuto miracoloso, mentre in canonica è custodito l'affresco del tabernacolo del Guarlone.
Nella via di Varlungo c'è un tabernacolo con affreschi di scuola del Ghirlandaio, la Vergine e san Giovanni Evangelista.